# Lapin à la liégeoise
Le lapin à la liégeoise est un ragoût de lapin, un mets traditionnel de la région de Liège, en Belgique. Le lapin est mariné avec du vinaigre, saisi au beurre puis mijoté dans la marinade additionnée de sirop de Liège.